# Heliconius amphitrite
Heliconius amphitrite är en fjärilsart som beskrevs av Riffarth 1901. Heliconius amphitrite ingår i släktet Heliconius och familjen praktfjärilar. Inga underarter finns listade i Catalogue of Life.